# Szczecin Music Fest
Szczecin Music Fest – festiwal muzyczny odbywający się w Szczecinie od roku 2004. Organizatorem imprezy jest agencja koncertowa Impresariat Oprócz, natomiast sponsorem głównym festiwalu – operator sieci telefonii komórkowej Plus GSM Polkomtel S.A.

## Artyści

### 2004[1]
- 22.04 Dino Saluzzi Trio
- 27.05 Laika i Namaste
- 29.05 Al Di Meola
- 14.10 Al Foster Quartet

### 2005[2]
- 28.02 Paul Brody's Sadawi
- 30.06 Joshua Nelson
- 6.10 Cesária Évora

### 2006[3]
- 15.03 Fania
- 7.06 Jan Garbarek
- 29.06 Bajofondo Tango Club
- 7.07 Richard Bona
- 10.10 Anna Maria Jopek Trio & Mino Cinelu

### 2007[4]
- 22.03 Yann Tiersen
- 27.04 Ladysmith Black Mambazo
- 11.05 James Carter
- 3.06 Mariza
- 26.06 Anja Garbarek
- 16.09 Lura
- 7.10 Vinicius Cantuaria
- 22.10 Anna Maria Jopek, Mino Cinelu, Dhafer Youssef

### 2008[5]
- 12.03 Brad Mehldau Trio
- 24.04 Al Foster Quintet
- 14.05 The Klezmatics
- 24.06 Toto Bona Lokua
- 27.06 Manhattan Transfer
- 3.07 Suzanne Vega

### 2009[6]
- 25.04 Jazz Big Band Graz
- 24.05 Nicola Conte
- 4.06 Orchestra Baobab
- 24.06 Chick Corea
- 7.07 Calexico
- 9.07 Kronos Quartet

### 2010[7][8]
- 21.04 Nils Petter Molvær
- 20.05 Mulatu Astatke
- 2.06 Mariza
- 15.06 Gotan Project
- 16.06 Paco de Lucía
- 7.07 Marcus Miller

### 2011[9]
- 17.03 Bassekou Kouyate
- 18.05 Juan Carlos Cáceres
- 15.06 Ayọ
- 21.06 Cesária Évora
- 30.06 Chris Botti

### 2012[10]
- 26.02 Hidden Orchestra
- 17.03 Selah Sue
- 23.04 Lizz Wright
- 21.05 Leszek Możdżer
- 24.06 ZAZ
- 30.07 Melody Gardot